# Bratislavský VK
Bratislavský VK (slovakiska: Bratislavský volejbalový klub) är en volleybollklubb från Bratislava, Slovakien. Klubben bildades 1993 med namnet VK Doprastav Bratislava efter att tidigare ha varit en del av TJ Doprastav Bratislava. Klubben har haft sitt nuvarande namn sedan 2014.
Klubben har blivit slovakiska mästare fyra gånger (2009, 2012, 2014 och 2018) och vunnit slovakiska cupen sex gånger (2008, 2009, 2011, 2012, 2014 och 2018).